# Édouard Barthe
Pour les articles homonymes, voir Barthe.
Édouard Jean Barthe, né le 26 mai 1882 à Béziers (Hérault) et mort le 25 juillet 1949 à Paris (Seine), est un homme politique français.

## Biographie
Édouard-Jean Barthe passe son enfance à Montblanc, où son père est vigneron, puis devient pensionnaire dès l'âge de 7 ans. Il fait ses études au collège de Pézenas, puis à la faculté de pharmacie de Montpellier où il s'inscrit avec les étudiants socialistes. Nommé interne des hôpitaux de Montpellier en 1904, diplômé pharmacien en 1906, il s'installe à Sète la même année et épouse Mlle Blanche Hermet.
Militant de la SFIO, il devient député de l'Hérault en 1910 et maire de sa ville natale. Réélu le 26 avril 1914, il s'engage dans le génie lorsque la guerre éclate, avant d'être ensuite réformé.
Le 5 novembre 1918 il devient président de la commission des carburants nationaux chargée d'élaborer un carburant à base d'alcool de grains distillés ; à cette occasion il se fait l'allié des betteraviers. Ses efforts et ceux d'Albert Sarraut en faveur du carburant national aboutissent au vote d'une loi le 28 février 1923 qui inspire la législation d'une vingtaine de pays dans le monde.
À la suite du Congrès de Tours (SFIO) en 1920, il se rattache à la mouvance minoritaire refusant l'adhésion au communisme. Il préside la commission qui enquête sur les mutineries de la mer Noire, dont le rapport impartial minimise le rôle des mutins et met l’accent sur l’état du matériel.
En 1924, il est réélu député. La Chambre l'élit à la fonction de questeur, qu'il exerce jusqu'en 1940, ainsi que conseiller général. En 1925-1927, il est élu maire de Montblanc. En 1933, il quitte le Parti socialiste SFIO pour rejoindre le Parti socialiste de France-Union Jean Jaurès, puis en 1936 l'Union socialiste républicaine.
En tant que député d'une grande région viticole, il s'investit passionnément dans la modernisation de la viticulture française. Expert reconnu en matière viti-vinicole en même temps que remarquable négociateur, il est choisi comme médiateur entre les départements de l'Aube et de la Marne en conflit autour de l'appellation "Champagne" aux vins du département de l'Aube comme celui de la Marne. La loi Capus, issue de la "sentence arbitrale Barthe", est adoptée à l'unanimité des 552 députés avec ovation à Edouard Barthe. Surnommé « le député du vin », il fonde en 1932 la Ligue des petits et moyens viticulteurs et devient président de l'Institut national des appellations d'origines et de plusieurs autres organismes spécialisés. En octobre 1939, il fonde l'Œuvre du vin chaud du soldat et se démène sans compter pour faire boire au moins un litre de vin par jour et par homme.
En 1940, il organise en tant que questeur, et en plein accord avec le gouvernement, le départ des parlementaires sur le bateau Massilia. Il approuve le vote des pleins pouvoirs constituants au maréchal Pétain en juillet 1940, décision qu'il dit regretter dès octobre 1940[réf. souhaitée]. Sous le régime de Vichy, il est d'abord nommé membre du Conseil national. Interné du 11 octobre 1941 à janvier 1942, il est assigné à résidence à Nice où il possède une pharmacie. Le 31 août 1942 avec d'autres parlementaires il a contresigné la lettre de protestation des deux présidents des Chambres Édouard Herriot et Jules Jeanneney au maréchal Pétain. Surveillé et interdit d'activité publique, il n'a pas d'activité résistante importante. Les contacts qu'il a maintenu à cette époque dangereuse avec des parlementaires résistants lui permettent toutefois d'obtenir du Jury d'honneur du Conseil d’État une attestation de résistance qui lui permettra d'échapper à l'inéligibilité prévue par l'ordonnance d'avril 1944 à l'encontre de ceux qui ont voté les pleins pouvoirs constituants au maréchal Pétain. Redevenu maire de Montblanc (Hérault), il devient en 1946 président de la Fédération nationale des syndicats de pharmaciens avant d'être élu sénateur le 6 novembre 1948. Il est alors situé au centre-gauche. Sa popularité lui vaut d'être nommé premier questeur du Conseil de la République les 25 novembre 1948 et 11 janvier 1949,. Il meurt le 25 juillet 1949 ; Gaston Monnerville et Vincent Badie prononcent son éloge funèbre.

## Œuvres
- Le Comité des forges contre la Nation, Éditions de l’œuvre, 1919
- La réhabilitation du vin par la Faculté de Médecine. Le raisin et le jus de raisin, 1933 (Comité National de Propagande en faveur du vin)
- La Ténébreuse Affaire du Massilia, 1945
- Le Combat d'un parlementaire sous Vichy, journal des années de guerre (1940-1943), Introduction, notes et postface par Jean Sagnes, Éditions Singulières, 2007  (ISBN 978-2-35478-005-0) (BNF 41048186)